# آئودی لو مان کواترو

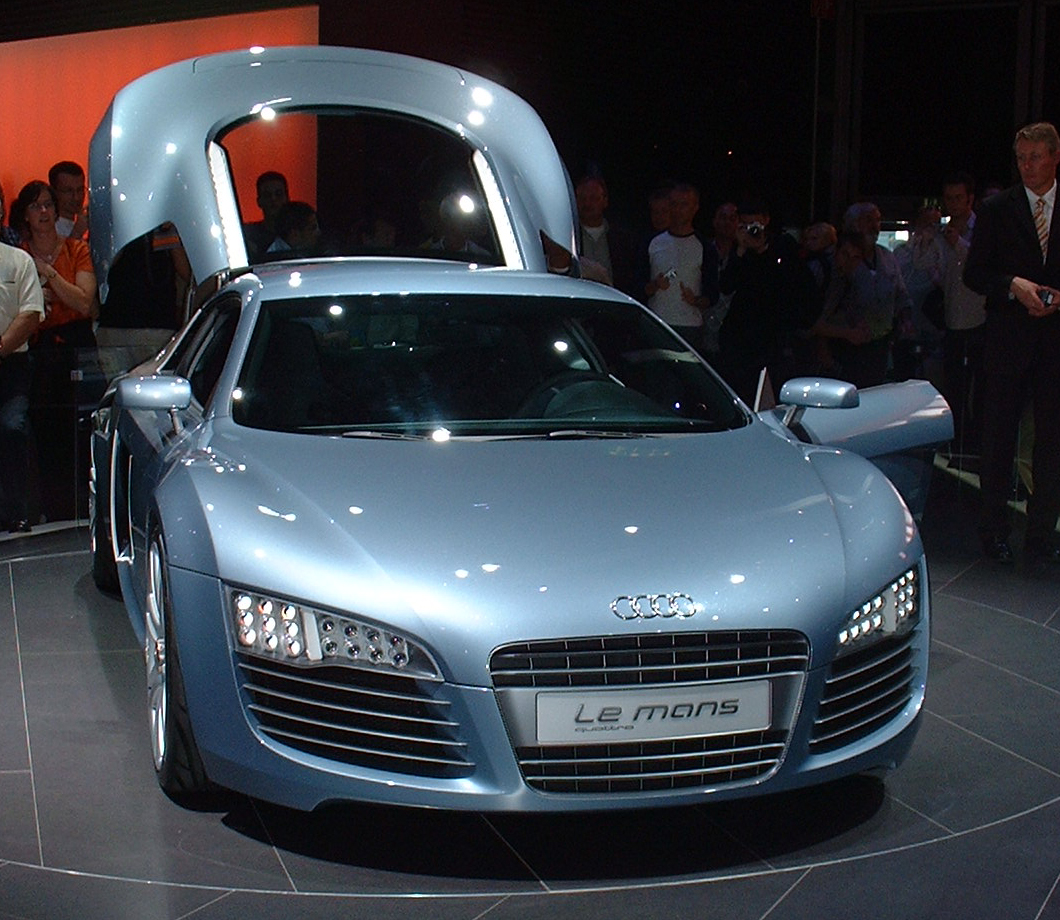

آئودی لو مان کواترو (Audi Le Mans quattro) خودرویی است که در سال‌های ۲۰۰۳در آلمان تولید شده‌است. طراحی آن موتور وسط خودرو چهار چرخ محرک بوده ‌است. سیستم جعبه‌دندهٔ آن دنده به صورت دستی است.
این خودرو در نید فور اسپید کربن هم حضور داشته است